# Desirae Ridenour
Desirae Ridenour (15 de diciembre de 1999) es una deportista canadiense que compite en triatlón. Ganó una medalla de plata en los Juegos Panamericanos de 2019, y una medalla de plata en el Campeonato Panamericano de Triatlón de 2018.

## Palmarés internacional
| Juegos Panamericanos    | Juegos Panamericanos      | Juegos Panamericanos | Juegos Panamericanos |
| Año                     | Lugar                     | Medalla              | Prueba               |
| ----------------------- | ------------------------- | -------------------- | -------------------- |
| 2019                    | Lima (Perú)               | Medalla de plata     | Relevo mixto         |
| Campeonato Panamericano |                           |                      |                      |
| Año                     | Lugar                     | Medalla              | Prueba               |
| 2018                    | Sarasota (Estados Unidos) | Medalla de plata     | Relevo mixto         |